# Thunské jezero
Thunské jezero (německy Thunersee) je jezero na severním úpatí Bernských Alp ve Švýcarsku. Jezero se nachází v kantonu Bern. Jde zároveň o největší jezero, které se nachází pouze v jednom švýcarském kantonu.

## Geografie, historie
Jezero leží v tektonické kotlině. Má srázné zalesněné břehy. Po poslední době ledové vzniklo v místech, kde dnes leží dvě jezera, velké jezero, takzvané Wendelsee. Usazeniny úlomků z různých horských toků (především z řek Lombach a Lütschine) vytvořily zhruba uprostřed jezera rovinu, zvanou Bödeli. Tato náplavová rovina, na níž dnes leží obce Interlaken, Matten a Unterseen, rozdělila jezero na dvě samostatná jezera, Thunské a Brienzské. Na severním břehu jezera leží obce Hilterfingen, Oberhofen, Gunten, Merlingen a Sundlauenen a na jižním břehu Spiez, Faulensee, Krattigen, Leissigen a Därligen. V severní kotlině Thunského jezera se již od mladší doby bronzové rozkládaly kůlové osady na ploše nejméně 15 000 metrů čtverečních.
Objem Thunského jezera činí přibližně 6,5 km³. Jezero má rozlohu 48,3 km², je 17,5 km dlouhé a maximálně 3,5 km široké. Dosahuje maximální hloubky 217 metrů.
Město Thun, které dalo jezeru jméno, leží jeho severním cípu na řece Aaře, která přitéká z výše položeného Brienzského jezera, protéká jezerem a opouští Thunské jezero v jeho severním cípu. Dalším větším přítokem je řeka Kandler. Maximální odtok bez pomocných přelivů je 345 m³ za sekundu, průměrný odtok je 110 m³/s. Jeho hlavní přítok, Aara, je na jihovýchodě napájen Brienzským jezerem, které je o 6 m vyšší.
Při normálním stavu vody se hladina jezera nachází ve výšce 557,8 m n. m. Povodí Thunského jezera má rozlohu 2500 km². Během dlouhotrvajících přívalových dešťů se jezero rozlévá, protože odtoková kapacita řeky Aary je omezená. Od roku 2009 je v provozu přeliv, který má dodatečnou odtokovou kapacitu 100 m³/s. Regulace odtoku z Thunského jezera a přehradní funkce Thunského jezera chrání níže položené město Bern před některými záplavami.
Stejně, jako v jiných švýcarských jezerech, byla i v Thunském jezeře v letech 1945–1964 uložena munice, jejíž množství se odhaduje na 4500 tun.

## Fauna a flóra
Rybářství je obživou pro mnoho obyvatel pobřeží. Výlov v roce 2001 činil 53 048 kg ryb. Ve Faulensee provozuje kantonální rybářská inspekce středisko pro chov ryb.
Síh thunský (Coregonus alpinus) je jedním ze sedmi endemických druhů síha v Thunském a Brienzském jezeře. Mezi další endemity patří síh Fatiův (Coregonus fatioi) a síh bělavý (Coregonus albellus); čtyři druhy z těchto dvou jezer nebyly před rokem 2010 ještě vědecky popsány a dva z nich byly ve stejné době uznány jako samostatné druhy.
Vinice se pěstují na březích Thunského jezera v obcích Thun, Spiez, Oberhofen a Hilterfingen. Bílé odrůdy jsou Müller-Thurgau a Chardonnay, červené odrůdy jsou Garanoir a Pinot Noir. Vinařská oblast Thunského jezera má od 1. ledna 2008 právní status AOC.

## Lodní doprava

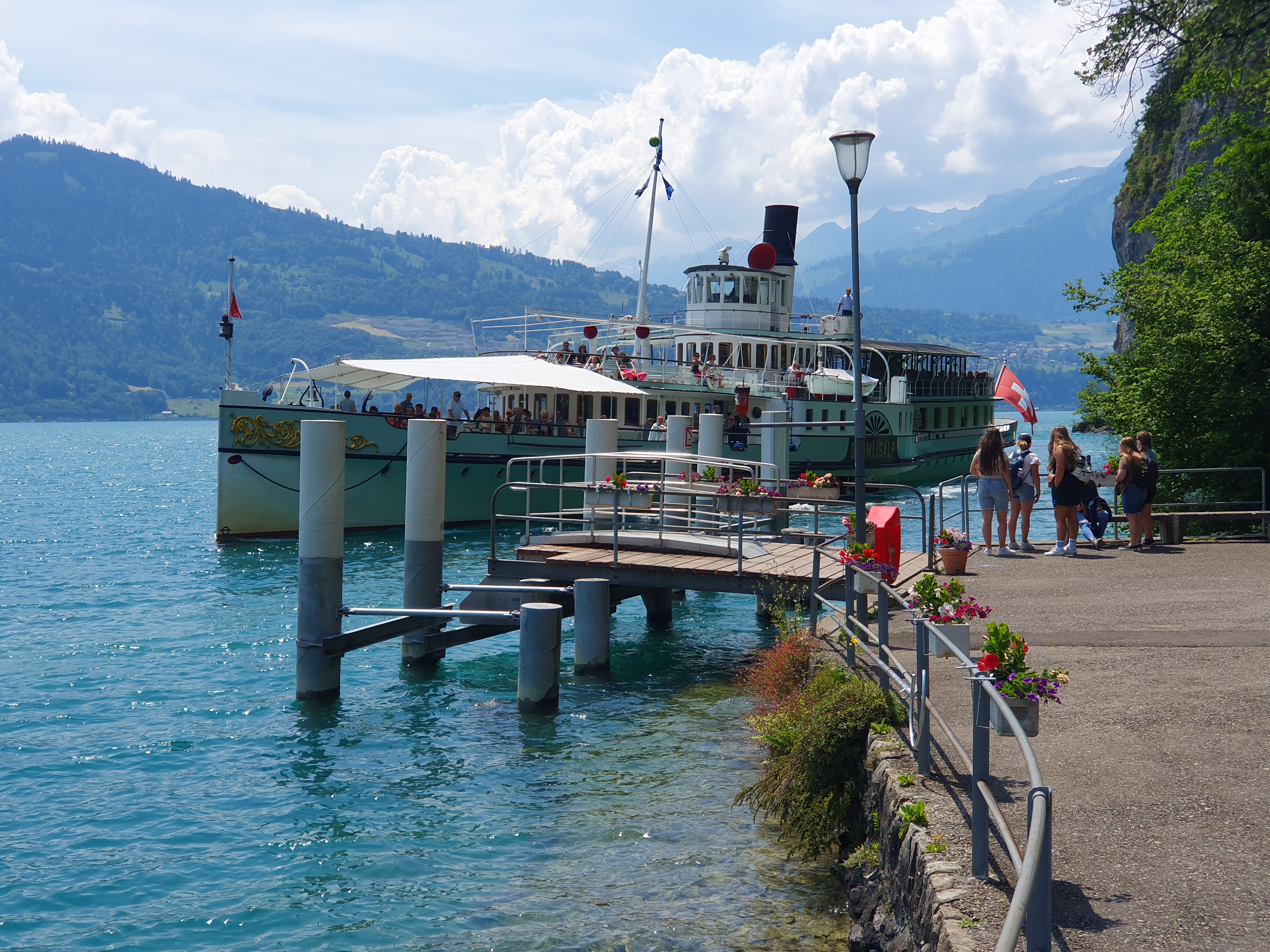
Parník Blümlisalp

Od roku 1835 provozoval Johannes Knechtenhofer se svými bratry na jezeře první parník Bellevue. Ve 21. století provozuje společnost BLS Schifffahrt provozuje flotilu deseti lodí, včetně historického pádlového parníku Blümlisalp z roku 1906 a také Drachenschiff (přestavěná motorová loď Stadt Thun).